# World Cyber Games
Il World Cyber Games è un evento internazionale che coinvolge i migliori videogiocatori di tutto il mondo.

## Storia
La prima edizione si è tenuta nel 2000 a Seul (Corea del Sud) con il nome sperimentale di WCG Challenge.
Con il passare degli anni, la manifestazione (definita da alcuni giornali come le "Olimpiadi dei videogiochi") è rapidamente cresciuta in importanza e prestigio. Dal 2001, essa ha assunto cadenza annuale e il nome di World Cyber Games Grand Final.
Fino al 2003, le finali si sono tenute tutte in Corea del Sud. Nel 2004 si è deciso di renderla itinerante. Inoltre Samsung, sponsor principale dell'evento, seleziona da allora varie società all'interno delle diverse nazioni per incaricarle della selezione dei cyber-atleti che dovranno partecipare alla Grand Final. Per l'Italia, la società incaricata è stata fino al 2006 NGI. L'incarico è passato a ProGaming Italia a partire dalle qualificazioni del 2007. Dopo San Francisco e Singapore, per il 2006 è toccato all'Italia organizzare i "Cyber-Giochi", che si sono tenuti a fine 2006 a Monza, nel 2007 a Seattle e nel 2008  a Colonia.
Le "discipline" dei WCG coprono l'intero spettro dell'offerta videoludica e prevedono sessioni sia individuali sia in squadra. I giochi vengono scelti di anno in anno dal comitato organizzatore dell'evento.

## Cronologia delle finali
| Evento        | Data                          | Premio Totale (Dollari) | Luogo                      | Partecipanti | Nazioni | Discipline |
| ------------- | ----------------------------- | ----------------------- | -------------------------- | ------------ | ------- | --- |
| WCG Challenge | 7–15 ottobre 2000             | $200 000                | Yongin, Corea del Sud      | 174          | 17      | - Age of Empires II - FIFA 2000 - Quake III Arena - StarCraft: Brood War - Unreal Tournament |
| WCG 2001      | 5–9 dicembre 2001             | $300 000                | Seul, Corea del Sud        | 430          | 37      | - Age of Empires II - Counter-Strike - FIFA 2001 - Quake III Arena - StarCraft: Brood War - Unreal Tournament |
| WCG 2002      | 28 ottobre – 3 novembre, 2002 | $300 000                | Daejeon, Corea del Sud     | 462          | 45      | - 2002 FIFA World Cup - Age of Empires II - Counter-Strike - Quake III Arena - StarCraft: Brood War - Unreal Tournament |
| WCG 2003      | 12–18 ottobre 2003            | $350 000                | Seul, Corea del Sud        | 562          | 55      | - Age of Mythology - Counter-Strike - FIFA 2003 - Halo - StarCraft: Brood War - Unreal Tournament 2003 - Warcraft III |
| WCG 2004      | 6–10 ottobre 2004             | $400 000                | San Francisco, Stati Uniti | 642          | 63      | - Counter-Strike: Condition Zero - FIFA Football 2004 - Halo - Need for Speed: Underground - Project Gotham Racing 2 - StarCraft: Brood War - Unreal Tournament 2004 - Warcraft III: The Frozen Throne |
| WCG 2005      | 16–20 novembre 2005           | $435 000                | Singapore                  | 679          | 67      | - Counter-Strike: Source - Dead or Alive Ultimate - FIFA Football 2005 - Halo 2 - Need for Speed: Underground 2 - StarCraft: Brood War - Warcraft III: The Frozen Throne - Warhammer 40 000: Dawn of War                                                                                                  |
| WCG 2006      | 18–22 ottobre 2006            | $462 000                | Monza, Italia              | 700          | 70      | - Counter-Strike 1.6 - Dead or Alive 4 - FIFA 06 - Need for Speed: Most Wanted - Project Gotham Racing 3 - Quake 4 - StarCraft: Brood War - Warcraft III: The Frozen Throne - Warhammer 40 000: Winter Assault                                                                                            |
| WCG 2007      | 3–7 ottobre 2007              | $448 000                | Seattle, Stati Uniti       | 700          | 75      | - Age of Empires III: The WarChiefs - Carom3D - Command & Conquer 3: Tiberium Wars - Counter-Strike - Dead or Alive 4 - FIFA 07 - Gears of War - Need for Speed: Carbon - Project Gotham Racing 3 - StarCraft: Brood War - Tony Hawk's Project 8 - Warcraft III: The Frozen Throne                        |
| WCG 2008      | 5–9 novembre 2008             | $470 000                | Colonia, Germania          | 800          | 78      | - Age of Empires III: The Asian Dynasties - Asphalt 4 - Carom3D - Command & Conquer 3: Kane's Wrath - Counter-Strike 1.6 - FIFA 08 - Guitar Hero 3 - Halo 3 - Need for Speed: ProStreet - Project Gotham Racing 4 - Red Stone - StarCraft: Brood War - Warcraft III: The Frozen Throne - Virtua Fighter 5 |
| WCG 2009      | 11–15 novembre 2009           | $500 000                | Chengdu, Cina              | 600          | 65      | - Asphalt 4 - Carom3D - Counter-Strike 1.6 - Dungeon & Fighter - FIFA 09 - Guitar Hero World Tour - Red Stone - StarCraft: Brood War - TrackMania Nations Forever - Virtua Fighter 5 - The Frozen Throne - Wise Star 2                                                                                    |
| WCG 2010      | 30 settembre-3 ottobre 2010   | $250 000                | Los Angeles, Stati Uniti   | 450          | 58      | - Carom 3D - Counter-Strike 1.6 - FIFA 10 - Guitar Hero 5 - Forza Motorsport 3 - League of Legends - Lost Saga - StarCraft: Brood War - Tekken 6 - TrackMania Nations Forever - Warcraft III: The Frozen Throne - Asphalt 5                                                                               |
| WCG 2011      | 8-11 dicembre 2011            | $300 000                | Pusan, Corea del Sud       |              |         | - Carom 3D - Counter-Strike 1.6 - CrossFire - Dungeon & Fighter - FIFA 11 - League of Legends - Lost Saga - Special Force - StarCraft II - Tekken 6 - Warcraft III: The Frozen Throne - World of Warcraft: Cataclysm                                                                                      |
| WCG 2012      | 29 novembre – 2 dicembre 2012 |                         | Kunshan, Cina              |              |         | - CrossFire - Dota 2 - StarCraft II: Wings of Liberty - Warcraft III: The Frozen Throne - FIFA 12 - Counter-Strike Online - Defense of the Ancients - QQ Speed - World of Tanks |

## Medagliere
Le prime cinque nazioni nel medagliere sono:
| Nazione       | O  | A  | B  |
| ------------- | -- | -- | -- |
| Corea del Sud | 25 | 14 | 15 |
| Germania      | 13 | 9  | 14 |
| Stati Uniti   | 12 | 8  | 8  |
| Paesi Bassi   | 8  | 5  | 8  |
| Russia        | 5  | 6  | 6  |